# Renauld de Dinechin
Renauld Marie François de Dinechin (ur. 25 marca 1958 w Lille) – francuski duchowny katolicki, biskup diecezjalny Soissons od 2015.

## Życiorys

### Prezbiterat
Święcenia kapłańskie otrzymał 25 czerwca 1988 z rąk kard. Jean-Marie Lustigera i został inkardynowany do archidiecezji paryskiej. Był m.in. kapelanem liceów paryskich oraz delegatem biskupim ds. powołań. Od 2003 pracował w parafiach diecezji Pontoise.

### Episkopat
21 maja 2008 papież Benedykt XVI mianował go biskupem pomocniczym archidiecezji paryskiej, ze stolicą tytularną Macriana Minor. Sakry biskupiej udzielił mu 5 września 2008 arcybiskup Paryża - kardynał André Vingt-Trois.
30 października 2015 papież Franciszek mianował go biskupem ordynariuszem diecezji Soissons. Ingres odbył się 20 grudnia 2015.